# Rheinisches format
Rheinisches format är ett tidningsformat med sidor som har sju spalter, till skillnad från normala fem. Vanliga format är 314–350 × 445–510 mm stora.

## Exempel på tidskrifter i rheinisches format
- Aachener Zeitung (325 × 480 mm)
- Augsburger Allgemeine/Allgäuer Zeitung (327 × 480 mm)
- Berliner Zeitung (327 × 485 mm)
- Cannstatter Zeitung (321 × 485 mm)
- Darmstädter Echo (350 × 510 mm)
- Der Freitag (325 × 465 mm)
- Die Rheinpfalz (320 × 485 mm)
- Epoch Times Deutschland (321 × 485 mm)
- Frankenpost (325 × 485 mm)
- Freie Presse (314 × 470 mm)
- Göttinger Tageblatt (sedan 2017)
- Hannoversche Allgemeine Zeitung (sedan 2016)
- Heilbronner Stimme (327 × 490 mm)
- Lausitzer Rundschau (325 × 474 mm)
- Mannheimer Morgen (320 × 490 mm)
- Mitteldeutsche Zeitung (327 × 484 mm)
- Münchner Merkur (324 × 474 mm)
- Neue Osnabrücker Zeitung (318 × 487 mm)
- Neue Rhein Zeitung (315 × 445 mm)
- Neue Ruhr Zeitung (315 × 445 mm)
- Neues Deutschland (330 × 475 mm)
- Neue Westfälische (324 × 490 mm)
- Nordkurier (325 × 480 mm)
- Oberbayerisches Volksblatt (324 × 474 mm)
- Passauer Neue Presse (325 × 482 mm)
- Rheinische Post (325 × 480 mm)
- Rhein-Neckar-Zeitung (325 × 480 mm)
- Rhein-Zeitung (325 × 480 mm)
- Ruhr Nachrichten (315 × 450 mm)
- Saarbrücker Zeitung (326 × 480 mm)
- Sächsische Zeitung (327 × 485 mm)
- Schleswig-Holsteinischer Zeitungsverlag (325 × 487 mm)
- Schwäbische Zeitung (320 × 480 mm)
- Stuttgarter Nachrichten (321 × 492 mm)
- Stuttgarter Zeitung (321 × 492 mm)
- Süderländer Tageblatt (317 × 466 mm)
- Südwest Presse (320 × 480 mm)
- Thüringer Allgemeine (326 × 480 mm)
- Trierischer Volksfreund (326 × 490 mm)
- tz (324 × 474 mm)
- Volksstimme (327 × 480 mm)
- Westdeutsche Allgemeine Zeitung (315 × 445 mm)
- Westfalen-Blatt (320 × 485 mm)
- Westfälische Nachrichten (324 × 488 mm)